# Diecézní charita Litoměřice
Diecézní charita Litoměřice (DCHL) je nezisková humanitární organizace zřizovaná biskupstvím litoměřickým podle Kodexu kanonického práva (kánon 114, 116) jakožto církevní právnická osoba. Je součástí Charity Česká republika a římskokatolické církve. Diecézní charita Litoměřice byla zřízena diecézním biskupem dne 4. listopadu 1991. Od roku 1991 byla  ředitelkou Růžena Kavková, kterou od 1. 7. 2022 nahradila Karolína Wankovská. Prezidentem byl od roku 2007 ICLic. Mgr. Józef Szeliga. Od 1. 7. 2022 ho nahradil P. Mgr. Ing. Leo Gallas, Ph.D., O.Cr. Od srpna 2024 ředitelku Wankovskou nahradila Adéla Švecová.

## Činnost
Náplň činností organizace je služba a pomoc lidem v nouzi, bez ohledu na jejich příslušnost k rase, národnosti, náboženství, státní a politické příslušnosti. Organizace zastřešuje řadu sociálně-zdravotních zařízení na území litoměřické diecéze a organizuje sbírky.
DCHL také organizuje humanitární pomoc a rozvojovou pomoc pro zahraničí. Momentálně se jedná o širší okruh aktivit v Mongolsku.

### Ředitel
- 1991 – 30. 6. 2022 Růžena Kavková
- 1. 7. 2022 – 31. 7. 2024 Karolína Wankovská
- od 1. 8. 2024 Adéla Švecová[7]

### Prezidenti Diecézní charity Litoměřice
- 1991 – 90. léta 20. stol. Ladislav Kubíček
- 90. léta 20. stol.[8] – 2007 Milan Bezděk
- 2007 – 30. 6. 2022 Józef Szeliga
- 1. 7. 2022 – 2024 Leo Gallas
- od 2024 Lukáš Hrabánek

| 1.  | Charita Česká Kamenice | Tyršova 350, 407 21 Česká Kamenice       | Česká Kamenice |
| 2.  | Charita Česká Lípa     | Dubická 992, 470 01 Česká Lípa           | Česká Lípa     |
| 3.  | Charita Chomutov       | náměstí 1. Máje 2 , 430 01 Chomutov      | Chomutov       |
| 4.  | Charita Kadaň          | Mírové náměstí 85, 432 00 Kadaň          | Kadaň          |
| 5.  | Charita Liberec        | Uhlířská 424/7, 460 01 Liberec           | Liberec        |
| 6.  | Charita Litoměřice     | Zahradnická 1534/5, 412 01 Litoměřice    | Litoměřice     |
| 7.  | Charita Lovosice       | Školní 476/3, 410 02 Lovosice            | Lovosice       |
| 8.  | Charita Most           | Františka Malíka 956/16a, 434 01 Most    | Most           |
| 9.  | Charita Rumburk        | Sukova 1055/24, 408 01 Rumburk           | Rumburk        |
| 10. | Charita Semily         | Komenského nám. 125, 513 01 Semily       | Semily         |
| 11. | Charita Sobotka        | Malé náměstí 2, 507 43 Sobotka           | Sobotka        |
| 12. | Charita Šluknov        | Farní 154, 407 77 Šluknov                | Šluknov        |
| 13. | Charita Teplice        | Thámova 711/20, 415 01 Teplice           | Teplice        |
| 14. | Charita Ústí nad Labem | Štefánikova 246/1, 400 01 Ústí nad Labem | Ústí nad Labem |
| 15. | Charita Žatec          | Hošťálkovo nám. 133 , 438 01 Žatec       | Žatec          |
|     |                        |                                          |                |